# Arion ater
Loche noire, Grande limace
Espèce
Synonymes
- Arion empiricorum Férussac, 1819

Arion ater, la Loche noire, est une espèce de mollusques gastéropodes de la famille des Arionidae.
Il ne doit pas être confondu avec Arion hortensis, une autre espèce également appelée « Loche noire ».

## Dénominations
- Nom scientifique valide : Arion ater (Linnaeus, 1758)[1],
- Noms vulgaires (vulgarisation scientifique) : Arion noir, Loche noire, Grande limace[2],[3], Grosse limace noire[4], Grande limace noire[5], Grande limace rouge, Grosse limage rouge[6], Limace rouge, Limaçon rouge[7],
- Autres noms vernaculaires (langage courant), pouvant désigner éventuellement d'autres espèces : limace géante, limace noire (au Québec).

## Description

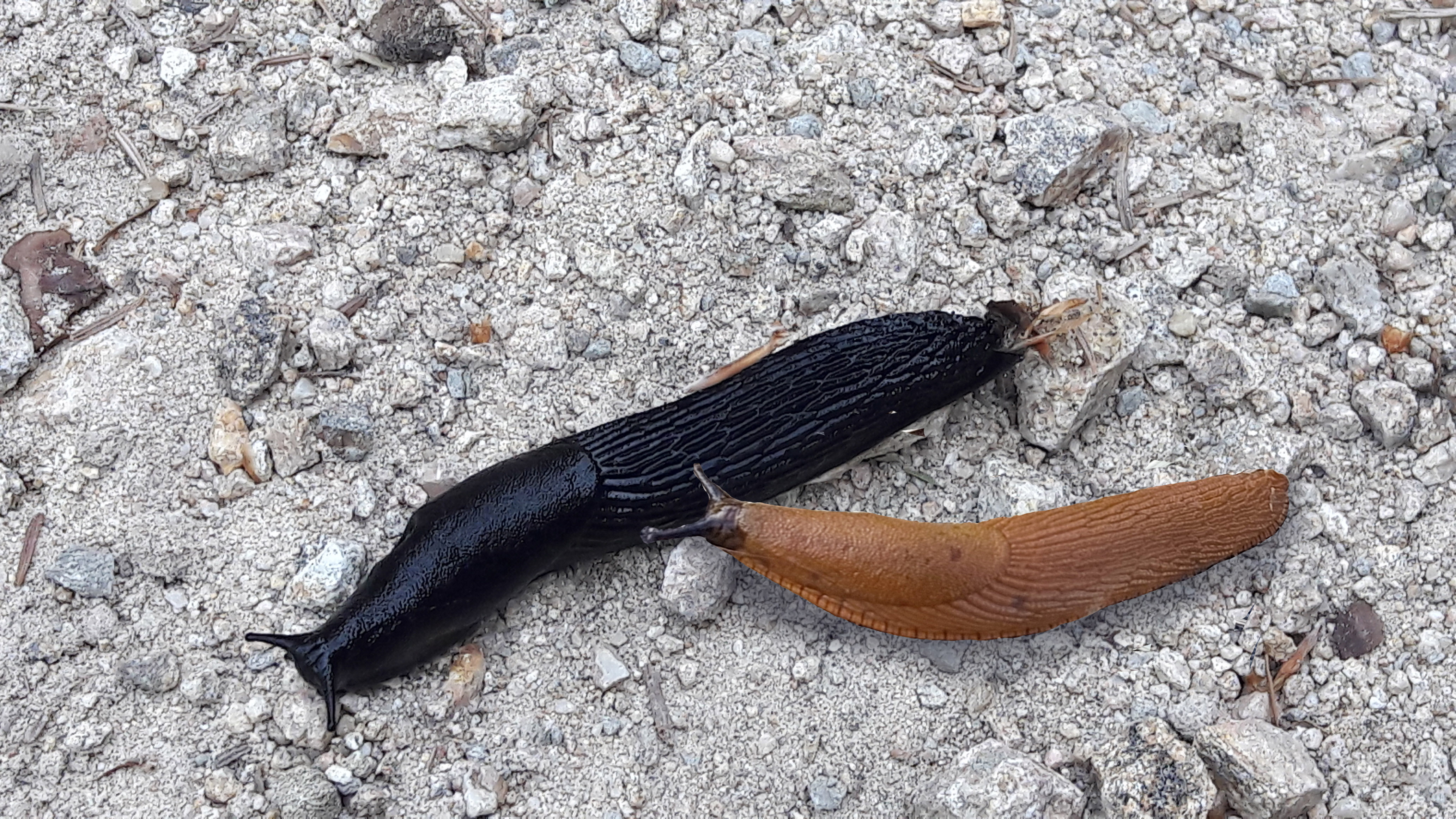
Une Loche noire et une Loche rouge (Arion rufus).

- Répartition : presque partout, mais rare : surtout dans les régions montagneuses.
- Longueur : 11 à 12 cm
- Description de Louis Germain : animal d’un brun noir unicolore ou d’un noir foncé ; corps très fortement ridé ; pied gris ou noirâtre avec au centre une bande plus claire ; tête et tentacules noirs, vestibule antérieur gros, renflé, séparé par un étranglement ; vestibule postérieur très petit, le pénis et la poche copulatrice débouchant ensemble près de l’étranglement du vestibule antérieur.

## Source
- Louis Germain (1913). Mollusques de la France et des régions voisines, tome deuxième, Gastéropodes pulmonés et prosobranches terrestres et fluviatiles. Octave Doin et fils, éditeurs (Paris).